# De Groot (adellijk geslacht)

De Groot (ook: Cornets de Groot en: Cornets de Groot van Kraayenburg) is de naam van een Nederlands geslacht waarvan twee broers in 1843 en een familielid in 1892 in de Nederlandse adel werden verheven. De overige leden werden opgenomen in het Nederland's Patriciaat. De bekendste telg van dit geslacht is de rechtsgeleerde Hugo de Groot (1583-1645).

## Geschiedenis
De stamreeks begint met Dirk Hendriks [Cornets], veertigraad te Delft in 1485, die is overleden in 1532. De oorspronkelijke familienaam zou Cornets geweest zijn. Ook zijn nakomelingen waren bestuurders in de stad Delft. Anderen traden in dienst van de Oranjes. De bekendste telg was de rechtsgeleerde Hugo de Groot. Afstammelingen van hem voegden de naam Cornets aan die van De Groot toe tot Cornets de Groot. Na verwerving van de heerlijkheid Kraayenburg werd ook die naam nog toegevoegd tot Cornets de Groot van Kraayenburg.
Bij Koninklijk Besluit van 22 maart 1843, n° 74 werden de broers Hugo en Johan Pieter Cornets de Groot verheven in de Nederlandse adel, met de bepaling dat de diploma's tegen die van inlijving zullen worden verwisseld, zodra zij stellige bewijzen zullen produceren, dat hun voorvader Cornelis Dirkz Cornets (die in het begin van de 16e eeuw huwde met Ermpje de Groot) behoorde tot het adellijke geslacht van Cornets in Frankrijk. Bij Koninklijk Besluit van 7 maart 1892, n° 31 werd hun neef mr. Adriaan Johan Willem Cornets de Groot verheven in de Nederlandse adel. De adellijke tak is in 1995 uitgestorven.
In 1962 werd het geslacht opgenomen in het Nederland's Patriciaat.

## Enkele telgen
Dirk Hendriks [Cornets], veertigraad te Delft in 1485, overleden in 1532
- Cornelis Dircksz. [Cornets], (1490-1538), veertigraad
  - mr. Hugo de Groot [genaamd van Noirdhoirn] (1511-1567), raad, veertigraad, schepen, burgemeester en thesaurier van Delft
    - mr. Jan de Groot (1554-1649), raad, schepen en burgemeester van Delft, raad van de graaf van Hohenlohe, curator van de Universiteit Leiden
      - mr. Hugo de Groot (1583-1645), rechtsgeleerde, pensionaris van Rotterdam
        - Cornelis de Groot (1613-1661 of 1665), kapitein Hollandse gardes, landdrost Meierij van 's-Hertogenbosch
        - mr. Pieter de Groot (1615-1678), raad en resident van de keurvorst Karel I Lodewijk van de Palts, pensionaris van Amsterdam, gezant in Zweden en in Frankrijk
          - mr. Hugo de Groot (1658-1705), drossaard en schout van Bergen op Zoom, superintendant der goederen van stad en markiezaat Bergen op Zoom
            - mr. Pieter Cornets de Groot, heer van Crayenburch (bij Rijswijk, Z.-H.) (1684-1747), drossaard en superintendant van het markiezaat Bergen op Zoom
              - mr. Hugo Cornets de Groot, heer van Noord-Nieuwland (1709-1777), raad en burgemeester van Rotterdam, bewindhebber Vereenigde Oostindische Compagnie, lid College van de Admiraliteit van Rotterdam, commissaris van 's Lands Posterijen
                - mr. Pieter Cornets de Groot (1739-1786), raad van Rotterdam, meesterknaap van Holland en West-Friesland, baljuw en dijkgraaf van Schieland, heemraad Grootwaterschap van Woerden
                  - Jacoba Adriana Cornets de Groot (1765-1863); trouwde in 1816 met Arnoldus Carel van Diepenbrugge (1773-1852), generaal-majoor infanterie

                - Jacoba Maria Cornets de Groot (1741-1815); trouwde in 1762 met mr. Paulus Gevers (1741-1797), lid van de familie Gevers, schepen, raad, hoofdofficier en baljuw te Rotterdam, bewindhebber Vereenigde Oostindische Compagnie, ontvanger-generaal Generaliteitsloterij
                - Elisabeth Cornets de Groot (1742-1799); trouwde in 1762 met mr. Cornelis Groeninx van Zoelen, heer van Ridderkerk (1740-1791), raad en burgemeester van Rotterdam, gecommitteerde bij de Generaliteitsrekenkamer en College van gecommitteerden van de raden der Staten van Holland
                - mr. Jan Cornets de Groot (1745-1798), schepen en raad van Rotterdam
                - Adriana Maria Cornets de Groot (1746-1816); trouwde in 1770 met mr. Jacob van Zuylen van Nijevelt (1739-1805), schepen, secretaris en wethouder te Rotterdam

              - Jan Cornets de Groot (1736-1782), kolonel infanterie
                - Adriaan David Cornets de Groot (1768-1827), ritmeester, resident van Grissee
                  - Johanna Cornets de Groot (1793-1818); trouwde in 1817 met Robert Henri Cateau van Rosevelt (1786-1826), raad en fiscaal van Ambon, raad van Justitie te Soerabaja
                  - Johan Hora Cornets de Groot (1796-1831), kaptitein artillerie O.-I.L., assistent-resident laatstelijk van Soerabaja
                    - jhr. mr. Adriaan Johan Willem Cornets de Groot (1823-1893), raadsheer Hooggerechtshof van Nederlands-Indië, lid Hoog Mililtair Gerechtshof
                      - jkvr. Adrienne Jeanne Wilhelmine Cornets de Groot (1864-1939); trouwde in 1885 jhr. Otto van der Wijck (1857-1917), vicepresident van de Raad van Nederlandsch-Indië
                      - jhr. Willem August Cornets de Groot (1866-1929), had een buitenechtelijke relatie met de inlandse vrouw Komot
                        - Piet Cornets de Groot
                          - Rudolf Adriaan Cornets de Groot (1929-1991), letterkundige

                        - Geertruida Cornets de Groot (1902-1998)

                      - jhr. Leonard Henri Cornets de Groot (1876-1954)
                        - jkvr. Louise Jeanne Cornets de Groot (1904-1995), laatste adellijke telg van het geslacht De Groot; trouwde in 1926 Hendrik Antonie Willem de Vos tot Nederveen Cappel (1902-1944), officier KNIL, laatstelijk kapitein

                    - Lucie Henriette Cornets de Groot (1831-1904); trouwde in 1850 met Isaäc Dignus Fransen van de Putte (1822-1902), lid Tweede en Eerste Kamer der Staten-Generaal, minister van Koloniën

                  - jhr. Hugo Cornets de Groot (1798-1847), le luit. inf. O.-I.L., resident laatstelijk van Besoeki
                  - Louise Egbertine Aricie Cornets de Groot (1802-1877); trouwde in 1821 met Pieter Willem van der Hoop (1799-1825), resident van Banjoewangi; hertrouwde in 1827 met mr. Bernard Hendrik Alexander Besier (1783-1829), gouverneur van Celebes
                  - Adriaan David Cornets de Groot (1804-1829), secretaris van Soerakarta, hoofdcommies Algemene Secretarie te Batavia, samensteller van een Javaanse spraakkunst
                  - jhr. Johan Pieter Cornets de Groot van Kraayenburg (1808-1878), algemeen secretaris van Nederlands-Indië, secretaris-generaal Ministerie van Koloniën, lid Raad van Nederlands-Indië, minister van Koloniën, lid Raad van State
                    - jkvr. Sophia Maria Johanna Cornets de Groot van Kraayenburg (1833-1913); trouwde in 1867 met Justus Adrianus Henricus Netscher (1818-1901), lid van de familie Netscher, kunstenaar en ambtenaar
                    - jhr. Adriaan Willem Cornets de Groot van Kraayenburg (1831-1876), assistent-resident, laatstelijk van Meester Cornelis
                      - jhr. Johan Adriaan Willem Lodewijk Cornets de Groot van Kraayenburg (1862-1923)
                        - jkvr. Henriette Sophia Maria Johanna Cornelia Cornets de Groot van Kraayenburg (1895-1983), laatste telg van de tak Cornets de Groot van Kraayenburg

            - Hugo de Groot (1693-1738), burgemeester van Bergen op Zoom

          - Johanna Catharina de Groot (1663-1729); trouwde in 1704 met Thomas van Beresteyn, heer van Maurik (1647-1708), schepen van 's-Hertogenbosch
          - Adriana Jacoba de Groot (1666-1693); trouwde in 1691 met mr. Adriaan Prins (1663-1705), raad en burgemeester van Rotterdam

        - Diederik de Groot (1618-1656), kolonel in Franse dienst, luitenant-generaal van Lauffenberg (Elzas), vermoord bij Maagdenburg

      - mr. Willem de Groot (1597-1662), raad van de prinsen Frederik Hendrik en Willem II, resident van de hertog van Coerland te 's-Gravenhage

Geslachten die opgenomen zijn in het sinds 1910 verschijnende genealogische naslagwerk Nederland's Patriciaat. Lijst volgens opgave van het CBG Centrum voor familiegeschiedenis.
A · B · C · D · E · F · G · H · I · J · K · L · M · N · O · P · Q · R · S · T · U · V · W · Y · Z